# Die Kuh mit den sieben Färsen
Die Kuh mit den sieben Färsen ist ein Märchen. Es ist in den Irischen Elfenmärchen der Brüder Grimm an Stelle 25 enthalten, die sie 1825 aus Fairy legends and traditions of the South of Ireland von Thomas Crofton Croker übersetzten.

## Inhalt
Lorenz Cotters Wiese am See Gur ist alljährlich verwüstet, ohne Spur von Eindringlingen. Auf Rat von Nachbar Thomas Welch hält er mit dessen Söhnen nachts Wache. Sie sehen im Vollmond eine fette Kuh mit sieben weißen Färsen (Kälbern) übers Wasser kommen. Die Kuh entwischt in den See, die Kälber behält er. Sie gedeihen, doch eines Morgens sind sie fort. Sie gingen sicher in den See, ihretwegen bekam Lorenz nie Gras von der Wiese, und starb aus Gram wohl an Trunksucht.

## Anmerkung
Nach Grimm: Im See der Kuh (Lough na Bo) bei Callir soll eine Kuh sein, deren Hörnerspitzen man manchmal sieht. Aus dem See Blarney sah man zwei Kühe steigen und Flurschaden anrichten. Alle sieben Jahre kommt der Graf von Clancarthy für eine Stunde heraus und hofft, dass ihn jemand anspreche, damit er seinen Silberkasten zeigen könnte, den man im See vor Feinden versteckte. In Irland, Schottland, Skandinavien und Deutschland gibt es Sagen vom Elfstier.